# Pedro del Campo
Pedro del Campo (falecido em 1551) foi um prelado católico romano que serviu como bispo auxiliar de Toledo (1516–1551) e bispo titular de Utica (1516–1551).

## Biografia
Pedro del Campo nasceu em Salamanca, Espanha. No dia 4 de julho de 1516, Pedro del Campo foi nomeado durante o papado de Leão X como Bispo Auxiliar de Toledo e Bispo Titular de Utica e Bispo Auxiliar de Toledo (1516–1551), onde serviu como bispo até à sua morte em 1551. Enquanto bispo, foi o principal consagrador de Juan Yañez, bispo de Calahorra y La Calzada (1544).